# 池井昌樹
池井 昌樹（いけい まさき、1953年〈昭和28年〉2月1日 - ）は、日本の詩人。『歴程』同人。

## 略歴
1953年、香川県坂出市生まれ。二松學舍大学文学部卒。12歳の時に谷内六郎の絵に魅了され、師に親しむ。1972年、山本太郎の推挙で歴程同人となり、会田綱雄と出会う。同年、全国学芸コンクール詩部門特選となる。1977年第一詩集『理科系の路地まで』を発表。以後『鮫肌鉄道』（1978）、『ぼたいのいる家』（1986）、『水源行』（1993）などを上梓。1997年に発表した『晴夜』で歴程賞と芸術選奨文部大臣新人賞を受賞。法政大学で臨時講師もしていた。
かな文字を多用し、七五調のリズムで読ませる叙情性豊かな作風が特徴である。選詩集に『池井昌樹詩集』（現代詩文庫）、その他に植田正治の写真とコラボレーションした写真詩集『手から、手へ』などがある。

## 受賞歴
- 1997年 - 『晴夜』で第35回藤村記念歴程賞[1]、芸術選奨新人賞[1]
- 1999年 - 『月下の一群』で第17回現代詩花椿賞[1]
- 2006年 - 『童子』で第22回詩歌文学館賞詩部門
- 2009年 - 『眠れる旅人』で第4回三好達治賞
- 2013年 - 『明星』で第31回現代詩人賞